# Coppa Italia 1970-1971
La Coppa Italia 1970-1971 fu la 24ª edizione della manifestazione calcistica. Iniziò il 30 agosto 1970 e si concluse il 27 giugno 1971.
Il trofeo fu vinto dal Torino, al suo quarto titolo.
La formula è la stessa dell'edizione precedente, e prevede quindi la disputa di un girone finale all'italiana a 4 squadre. Il fatto che Milan e Torino concludano il girone a pari punti impone la necessità di disputare uno spareggio in campo neutro (al Ferraris di Genova) che è a tutti gli effetti una finale, anche se non viene conteggiata come tale nelle statistiche della competizione, decisa dal dischetto dal giocatore del Torino Sergio Maddè che realizzò tutti e 5 i calci di rigore a sua disposizione, dopo che il suo compagno Cereser aveva sbagliato il primo (mentre il suo avversario del Milan, Gianni Rivera, ne mise a segno solamente 3), non essendo ancora in vigore l'attuale regola che non permette allo stesso calciatore di calciare più volte i rigori che decidono l'incontro. Erano inoltre previsti sei calci di rigore e non cinque.

## Primo turno

### Gruppo 1
| Squadra     | P.ti | G | V | N | P | GF | GS | DR |
| ----------- | ---- | - | - | - | - | -- | -- | -- |
| 1. Livorno  | 5    | 3 | 2 | 1 | 0 | 3  | 0  | +3 |
| 2. Cagliari | 4    | 3 | 2 | 0 | 1 | 8  | 5  | +3 |
| 3. Massese  | 3    | 3 | 1 | 1 | 1 | 2  | 4  | -2 |
| 4. Pisa     | 0    | 3 | 0 | 0 | 3 | 2  | 6  | -4 |

| Arbitro: | Gussoni (Tradate) |

|                       |           |  |
| Unere 80’ Martini 89’ | Marcatori |  |

| Arbitro: | Calì (Roma) |

|             |           |  |
| Fichera 56’ | Marcatori |  |

| Arbitro: | Carminati (Milano) |

|                       |           |                                          |
| Cosma 21’ Piaceri 62’ | Marcatori | 13’ (rig.) Domenghini 29’, 63’, 83’ Riva |

| Livorno 6 settembre 1970, ore 17:30 CEST 2ª giornata | Livorno            | 0 – 0 referto | Massese | Stadio Ardenza\| Arbitro: \| Reggiani (Bologna) \| |
| Arbitro:                                             | Reggiani (Bologna) |               |         |                                                    |

| Arbitro: | Stagnoli (Bologna) |

|                                               |           |              |
| Riva 15’, 83’ Gori 44’ (rig.) Zana 52’ (aut.) | Marcatori | 58’ Albanese |

| Arbitro: | Toselli (Cormons) |

|  |           |              |
|  | Marcatori | 40’ Picat Re |

### Gruppo 2
| Squadra              | P.ti | G | V | N | P | GF | GS | DR |
| -------------------- | ---- | - | - | - | - | -- | -- | -- |
| 1. Cesena            | 5    | 3 | 2 | 1 | 0 | 3  | 1  | +2 |
| 2. Bologna           | 3    | 3 | 1 | 1 | 1 | 3  | 2  | +1 |
| 3. Modena            | 2    | 3 | 1 | 0 | 2 | 2  | 3  | -1 |
| 4. Lanerossi Vicenza | 2    | 3 | 1 | 0 | 2 | 2  | 4  | -2 |

| Bologna 29 agosto 1970, ore 21:15 CEST 1ª giornata | Bologna         | 0 – 0 referto | Cesena | Stadio Comunale\| Arbitro: \| Giunti (Arezzo) \| |
| Arbitro:                                           | Giunti (Arezzo) |               |        |                                                  |

| Arbitro: | Cantelli (Firenze) |

|  |           |              |
|  | Marcatori | 19’ Maraschi |

| Arbitro: | Bianchi (Firenze) |

|             |           |  |
| Zanetti 30’ | Marcatori |  |

| Arbitro: | Picasso (Chiavari) |

|             |           |  |
| Merighi 64’ | Marcatori |  |

| Arbitro: | Gussoni (Tradate) |

|              |           |                                     |
| Maraschi 38’ | Marcatori | 21’, 88’ Savoldi 53’ (rig.) Vastola |

| Arbitro: | Motta (Monza) |

|                               |           |            |
| Enzo 35’ (rig.) Colombini 69’ | Marcatori | 5’ Vellani |

### Gruppo 3
| Squadra     | P.ti | G | V | N | P | GF | GS | DR |
| ----------- | ---- | - | - | - | - | -- | -- | -- |
| 1. Atalanta | 4    | 3 | 1 | 2 | 0 | 4  | 3  | +1 |
| 2. Monza    | 4    | 3 | 1 | 2 | 0 | 3  | 2  | +1 |
| 3. Inter    | 3    | 3 | 1 | 1 | 1 | 6  | 3  | +3 |
| 4. Como     | 1    | 3 | 0 | 1 | 2 | 1  | 6  | -5 |

| Arbitro: | Trinchieri (Reggio Emilia) |

|  |           |                                                          |
|  | Marcatori | 10’ Pellizzaro 48’ Mazzola 61’ Boninsegna 76’ Frustalupi |

| Arbitro: | Casarin (Milano) |

|                  |           |              |
| Prato 69’ (rig.) | Marcatori | 30’ Leonardi |

| Arbitro: | Panzino (Catanzaro) |

|             |           |                                  |
| Mazzola 50’ | Marcatori | 59’ Vallongo 66’ (rig.) Bosdaves |

| Arbitro: | Moretto (San Donà di Piave) |

|  |           |            |
|  | Marcatori | 18’ Trebbi |

| Arbitro: | Michelotti di Parma (Parma) |

|              |           |                |
| Bertogna 46’ | Marcatori | 20’ Boninsegna |

| Arbitro: | Porcelli (Lodi) |

|              |           |                 |
| Leonardi 26’ | Marcatori | 53’ Magistrelli |

#### Spareggio
| Squadra 1 | Risultato       | Squadra 2 |
| --------- | --------------- | --------- |
| 16-9-1970 |                 |           |
| Monza     | 1 - 1 (5-4 dcr) | Atalanta  |

| Arbitro: | Branzoni (Pavia) |

|                                              |                      |                                                   |
| Prato 92’ (rig.)                             | Marcatori            | 97’ (aut.) Pinotti                                |
| Bertogna Prato Facchinello Dehò Trebbi Prato | Tiri di rigore 5 – 4 | Vallongo Maggioni Pirola Bosdaves Divina Vallongo |

### Gruppo 4
| Squadra    | P.ti | G | V | N | P | GF | GS | DR |
| ---------- | ---- | - | - | - | - | -- | -- | -- |
| 1. Milan   | 6    | 3 | 3 | 0 | 0 | 7  | 1  | +6 |
| 2. Mantova | 4    | 3 | 2 | 0 | 1 | 3  | 2  | +1 |
| 3. Brescia | 2    | 3 | 1 | 0 | 2 | 2  | 3  | -1 |
| 4. Varese  | 0    | 3 | 0 | 0 | 3 | 1  | 7  | -6 |

| Arbitro: | Porcelli (Lodi) |

|  |           |            |
|  | Marcatori | 44’ Toschi |

| Arbitro: | Trono (Torino) |

|                                                     |           |  |
| Rognoni 42’ Rivera 48’ (rig.), 59’ (rig.) Villa 66’ | Marcatori |  |

| Arbitro: | Barbaresco (Cormons) |

|  |           |                   |
|  | Marcatori | 58’ (rig.) Rivera |

| Arbitro: | Canova (Milano) |

|                  |           |  |
| Blasig 8’ (rig.) | Marcatori |  |

| Arbitro: | Vacchini (Milano) |

|  |           |                       |
|  | Marcatori | 5’ Turra 33’ De Paoli |

| Arbitro: | Bernardis (Roma) |

|            |           |                        |
| Ossola 29’ | Marcatori | 32’ Combin 39’ Benetti |

### Gruppo 5
| Squadra     | P.ti | G | V | N | P | GF | GS | DR |
| ----------- | ---- | - | - | - | - | -- | -- | -- |
| 1. Novara   | 5    | 3 | 2 | 1 | 0 | 4  | 2  | +2 |
| 2. Juventus | 4    | 3 | 1 | 2 | 0 | 6  | 4  | +2 |
| 3. Arezzo   | 2    | 3 | 1 | 0 | 2 | 2  | 4  | -2 |
| 4. Verona   | 1    | 3 | 0 | 1 | 2 | 1  | 3  | -2 |

| Arbitro: | Stagnoli (Bologna) |

|  |           |             |
|  | Marcatori | 32’ Gabetto |

| Arbitro: | Motta (Monza) |

|             |           |                     |
| Mascetti 8’ | Marcatori | 72’ (aut.) Moschino |

| Arbitro: | Monti (Ancona) |

|              |           |  |
| Quadalti 87’ | Marcatori |  |

| Arbitro: | Beretta (Milano) |

|                  |           |                                |
| Gabetto 61’, 72’ | Marcatori | 5’ (rig.) Anastasi 41’ Bettega |

| Arbitro: | Lazzaroni (Milano) |

|                                                   |           |             |
| Bettega 55’ Anastasi 76’ (rig.) Tonani 90’ (aut.) | Marcatori | 1’ Cominato |

| Arbitro: | Trinchieri (Reggio Emilia) |

|             |           |  |
| Gabetto 81’ | Marcatori |  |

### Gruppo 6
| Squadra      | P.ti | G | V | N | P | GF | GS | DR |
| ------------ | ---- | - | - | - | - | -- | -- | -- |
| 1. Torino    | 5    | 3 | 2 | 1 | 0 | 8  | 4  | +4 |
| 2. Sampdoria | 4    | 3 | 1 | 2 | 0 | 5  | 4  | +1 |
| 3. Ternana   | 3    | 3 | 1 | 1 | 1 | 3  | 2  | +1 |
| 4. Perugia   | 0    | 3 | 0 | 0 | 3 | 1  | 7  | -6 |

| Arbitro: | Branzoni (Pavia) |

|  |           |               |
|  | Marcatori | 45’ Negrisolo |

| Arbitro: | Vacchini (Milano) |

|  |           |            |
|  | Marcatori | 65’ Pulici |

| Arbitro: | Francescon (Padova) |

|                                        |           |                       |
| Suarez 15’ Cristin 29’ Francesconi 60’ | Marcatori | 16’, 47’, 64’ Petrini |

| Arbitro: | Ciacci (Firenze) |

|  |           |                      |
|  | Marcatori | 43’ Valle 84’ Cucchi |

| Arbitro: | Campanini (Finale Emilia) |

|                                  |           |            |
| Pulici 10’, 36’, 58’ Petrini 77’ | Marcatori | 87’ Mazzia |

| Arbitro: | Gonella (Torino) |

|             |           |            |
| Fontana 84’ | Marcatori | 38’ Suarez |

### Gruppo 7
| Squadra       | P.ti | G | V | N | P | GF | GS | DR |
| ------------- | ---- | - | - | - | - | -- | -- | -- |
| 1. Fiorentina | 6    | 3 | 3 | 0 | 0 | 6  | 0  | +6 |
| 2. Bari       | 4    | 3 | 2 | 0 | 1 | 3  | 3  | 0  |
| 3. Taranto    | 2    | 3 | 1 | 0 | 2 | 2  | 3  | -1 |
| 4. Foggia     | 0    | 3 | 0 | 0 | 3 | 0  | 5  | -5 |

| Arbitro: | Michelotti (Parma) |

|  |           |                   |
|  | Marcatori | 30’, 54’ Chiarugi |

| Arbitro: | Menegali (Roma) |

|  |           |             |
|  | Marcatori | 88’ Beretti |

| Arbitro: | Bernardis (Roma) |

|  |           |            |
|  | Marcatori | 56’ Macchi |

| Arbitro: | Acernese (Roma) |

|              |           |  |
| Colautti 70’ | Marcatori |  |

| Arbitro: | Branzoni (Pavia) |

|                                     |           |  |
| De Sisti 16’ Chiarugi 72’ Merlo 80’ | Marcatori |  |

| Arbitro: | Lattanzi (Roma) |

|           |           |                             |
| Pucci 47’ | Marcatori | 35’ (rig.) Sega 73’ Diomedi |

### Gruppo 8
| Squadra      | P.ti | G | V | N | P | GF | GS | DR |
| ------------ | ---- | - | - | - | - | -- | -- | -- |
| 1. Roma      | 6    | 3 | 3 | 0 | 0 | 5  | 1  | +4 |
| 2. Lazio     | 4    | 3 | 2 | 0 | 1 | 5  | 3  | +2 |
| 3. Catanzaro | 2    | 3 | 1 | 0 | 2 | 3  | 5  | -2 |
| 4. Palermo   | 0    | 3 | 0 | 0 | 3 | 1  | 5  | -4 |

| Arbitro: | Gialluisi (Barletta) |

|             |           |                                   |
| Busatta 33’ | Marcatori | 28’ Cordova 76’ (aut.) Bertoletti |

| Arbitro: | Bianchi (Firenze) |

|             |           |                         |
| Landoni 26’ | Marcatori | 21’ Chinaglia 65’ Massa |

| Arbitro: | Angonese (Mestre) |

|                             |           |  |
| Wilson 44’ (aut.) Vieri 68’ | Marcatori |  |

| Arbitro: | Menegali (Roma) |

|                    |           |  |
| Mammì 59’ Gori 75’ | Marcatori |  |

| Arbitro: | Casarin (Milano) |

|                                |           |  |
| Chinaglia 31’, 66’ Morrone 69’ | Marcatori |  |

| Arbitro: | Giunti (Arezzo) |

|  |           |              |
|  | Marcatori | 28’ Amarildo |

### Gruppo 9
| Squadra      | P.ti | G | V | N | P | GF | GS | DR |
| ------------ | ---- | - | - | - | - | -- | -- | -- |
| 1. Napoli    | 6    | 3 | 3 | 0 | 0 | 10 | 1  | +9 |
| 2. Catania   | 2    | 3 | 0 | 2 | 1 | 3  | 5  | -2 |
| 3. Casertana | 2    | 3 | 0 | 2 | 1 | 0  | 2  | -2 |
| 4. Reggina   | 2    | 3 | 0 | 2 | 1 | 4  | 9  | -5 |

| Arbitro: | Pieroni (Roma) |

|               |           |                                                                |
| Bongiorni 41’ | Marcatori | 11’, 67’ Sormani 60’ Zurlini 62’ Ghio 71’ Altafini 86’ Bianchi |

| Caserta 30 agosto 1970, ore 17:30 CEST 1ª giornata | Casertana       | 0 – 0 referto | Catania | Stadio Alberto Pinto\| Arbitro: \| Lattanzi (Roma) \| |
| Arbitro:                                           | Lattanzi (Roma) |               |         |                                                       |

| Arbitro: | Lazzaroni (Milano) |

|                                 |           |                              |
| Fogli 13’ Ventura 69’ Baisi 88’ | Marcatori | 44’, 45’ Merighi 90’ Liguori |

| Arbitro: | Gussoni (Tradate) |

|  |           |                          |
|  | Marcatori | 68’ Sormani 76’ Altafini |

| Arbitro: | Cantelli (Firenze) |

|                                 |           |  |
| Improta 72’ (rig.) Altafini 89’ | Marcatori |  |

| Reggio Calabria 13 settembre 1970, ore 18:00 CEST 3ª giornata | Reggina              | 0 – 0 referto | Casertana | Stadio Comunale\| Arbitro: \| Gialluisi (Barletta) \| |
| Arbitro:                                                      | Gialluisi (Barletta) |               |           |                                                       |

### Spareggio di qualificazione
Le sette miglior vincenti dei nove gruppi accedono ai direttamente ai quarti di finale. Le altre due si sfidano per il posto rimanente.
| Squadra 1 | Risultato       | Squadra 2 |
| --------- | --------------- | --------- |
| 23-9-1970 |                 |           |
| Monza     | 0 - 0 (5-4 dtr) | Novara    |

| Arbitro: | Gussoni (Tradate) |

|                                                |                      |                                                      |
| Prato Mondonico Bertogna Lanzetti Trebbi Prato | Tiri di rigore 5 – 4 | Carrera Grossetti Volpati Giannini Udovicich Volpati |

## Quarti di finale
| Squadra 1                           | Totale | Squadra 2 | Andata | Ritorno |
| ----------------------------------- | ------ | --------- | ------ | ------- |
| Andata 20-9-1970, ritorno 4-11-1970 |        |           |        |         |
| Milan                               | 6 - 0  | Livorno   | 2 - 0  | 4 - 0   |
| Torino                              | 2 - 0  | Roma      | 1 - 0  | 1 - 0   |
| Fiorentina                          | 4 - 1  | Monza     | 2 - 1  | 2 - 0   |
| Napoli                              | 3 - 0  | Cesena    | 1 - 0  | 2 - 0   |

### Tabellini
| Arbitro: | Lattanzi (Roma) |

|                                      |           |  |
| Martini 32’ (aut.) Rivera 52’ (rig.) | Marcatori |  |

| Arbitro: | Monti (Ancona) |

|  |           |                                       |
|  | Marcatori | 3’ Benetti 35’, 61’ Rivera 73’ Combin |

| Arbitro: | Picasso (Chiavari) |

|            |           |  |
| Pulici 60’ | Marcatori |  |

| Arbitro: | Giunti (Arezzo) |

|  |           |           |
|  | Marcatori | 45’ Bozzi |

| Arbitro: | Mascali (Desenzano del Garda) |

|                          |           |                |
| Gennari 15’ Chiarugi 17’ | Marcatori | 82’ D'Angiulli |

| Arbitro: | Pieroni (Roma) |

|  |           |                           |
|  | Marcatori | 17’ De Sisti 38’ Esposito |

| Arbitro: | Vacchini (Milano) |

|             |           |  |
| Sormani 23’ | Marcatori |  |

| Arbitro: | Gussoni (Tradate) |

|              |           |  |
| Ferrario 87’ | Marcatori |  |

## Gruppo finale
| Squadra       | P.ti | G | V | N | P | GF | GS | DR |
| ------------- | ---- | - | - | - | - | -- | -- | -- |
| 1. Milan      | 7    | 6 | 3 | 1 | 2 | 10 | 9  | +1 |
| 1. Torino     | 7    | 6 | 3 | 1 | 2 | 9  | 9  | 0  |
| 3. Fiorentina | 6    | 6 | 2 | 2 | 2 | 9  | 5  | +4 |
| 4. Napoli     | 4    | 6 | 1 | 2 | 3 | 7  | 12 | -5 |

### Tabellini
| Arbitro: | Picasso (Chiavari) |

|             |           |            |
| Juliano 16’ | Marcatori | 7’ Mariani |

| Arbitro: | Barbaresco (Cormons) |

|             |           |  |
| Agroppi 79’ | Marcatori |  |

| Arbitro: | Panzino (Catanzaro) |

|                                                         |           |  |
| Vitali 5’ De Sisti 72’ (rig.) D'Alessi 78’ Chiarugi 90’ | Marcatori |  |

| Arbitro: | Francescon (Padova) |

|                     |           |                                |
| Paina 25’ Prati 88’ | Marcatori | 21’ (rig.) Improta 45’ Bianchi |

| Arbitro: | Michelotti (Parma) |

|              |           |                     |
| Chiarugi 67’ | Marcatori | 70’ Prati 81’ Paina |

| Arbitro: | Branzoni (Pavia) |

|             |           |                           |
| Juliano 50’ | Marcatori | 14’, 23’ Rampanti 43’ Bui |

| Arbitro: | Lattanzi (Roma) |

|                         |           |  |
| Esposito 24’ Vitali 27’ | Marcatori |  |

| Arbitro: | Picasso (Chiavari) |

|                                |           |                         |
| Rosato 5’ Prati 29’ Combin 75’ | Marcatori | 52’ Fossati 89’ Agroppi |

| Arbitro: | Gussoni (Tradate) |

|             |           |              |
| Fossati 57’ | Marcatori | 41’ Esposito |

| Arbitro: | Pieroni (Roma) |

|                                             |           |                       |
| Improta 26’ (rig.) Altafini 65’ Juliano 73’ | Marcatori | 75’ Combin 84’ Rivera |

| Arbitro: | Angonese (Mestre) |

|            |           |  |
| Benetti 5’ | Marcatori |  |

| Arbitro: | Monti (Ancona) |

|                         |           |  |
| Petrini 19’ Ferrini 90’ | Marcatori |  |

### Spareggio
| Squadra 1 | Risultato       | Squadra 2 |
| --------- | --------------- | --------- |
| 27-6-1971 |                 |           |
| Torino    | 0 - 0 (5-3 dcr) | Milan     |

| Arbitro: | Francescon (Padova) |

| |                      | |
| Cereser Maddè | Tiri di rigore 5 – 3 | Rivera ha rinunciato all'ultimo tiro |
| Luciano Castellini Fabrizio Poletti Natalino Fossati Giorgio Puia Angelo Cereser Aldo Agroppi Rosario Rampanti Giorgio Ferrini Carlo Petrini (77' Sergio Maddè) Claudio Sala Livio Luppi | Formazioni           | Pierangelo Belli Angelo Anquilletti Giulio Zignoli Roberto Rosato Karl Heinz Schnellinger Giovanni Trapattoni Vincenzo Zazzaro Giorgio Biasiolo Nestor Combin Gianni Rivera Giorgio Rognoni (79' Angelo Paina) |
| Beniamino Cancian | Allenatori           | Nereo Rocco |